# −5
−5(마이너스 오, 음의 오)는 −6보다 크고 −4보다 작은 음의 정수이다. −5의 절댓값과 반수는 5이며, −5의 역수는 분수로는 −1/5이고, 소수로는 −0.2이다.